# Soul-jazz
Soul-jazz (soul jazz) se vyvinul z hard bopu a byl silně ovlivněn bluesem, gospelem a rhythm and bluesem. Typickým nástrojem používaným v soul-jazzu jsou Hammondovy varhany. Hudba je typická a většinou určena pro malé skupinky, tria skládající se z hráče na bicí, el. kytary a saxofonu. Těmto triím se někdy říká "organ trio" (varhanová tria). Mezi soul-jazz se řadí umělci jako Bill Doggett, Charles Earland, Richard "Groove" Holmes, Les McCann, "Brother" Jack McDuff, Jimmy McGriff, Dr. Lonnie Smith, Big John Patton, Don Patterson, Shirley Scott, Hank Marr, Reuben Wilson, Jimmy Smith, Johnny Hammond Smith. Dalším typickým elementem soul-jazzové hudby je použití tenor saxofonu a kytary. Mezi soul-jazzové saxofonové tenory patří Gene Ammons, Eddie Harris. Kytaristé, George Benson, Kenny Burrel.
Termín soul-jazz obsahuje slovo soul, ale se soulovou má máloco společného. Česky se tedy soul-jazzová hudba může vykládat jako duchovně jazzová hudba.
Soul-jazz se později absorboval do disco a jazz-funkové hudby. Někteří soul-jazzoví hudebníci, kteří v šedesátých letech hráli soul-jazz, v sedmdesátých letech přesedlali na jazz-funk. Mezi takové umělce patří Herbie Hancock, Jimmy McGriff či Grant Green.

## Příklady
- 1959 "Five Spot After Dark" – Curtis Fuller
- 1960 "Work Song" – Nat Adderley
- 1963 "The Sidewinder" – Lee Morgan
- 1964 "Song for My Father" – Horace Silver
- 1965 "The In Crowd" – Ramsey Lewis
- 1966 "Mercy, Mercy, Mercy" – Cannonball Adderley